# Nairatmya

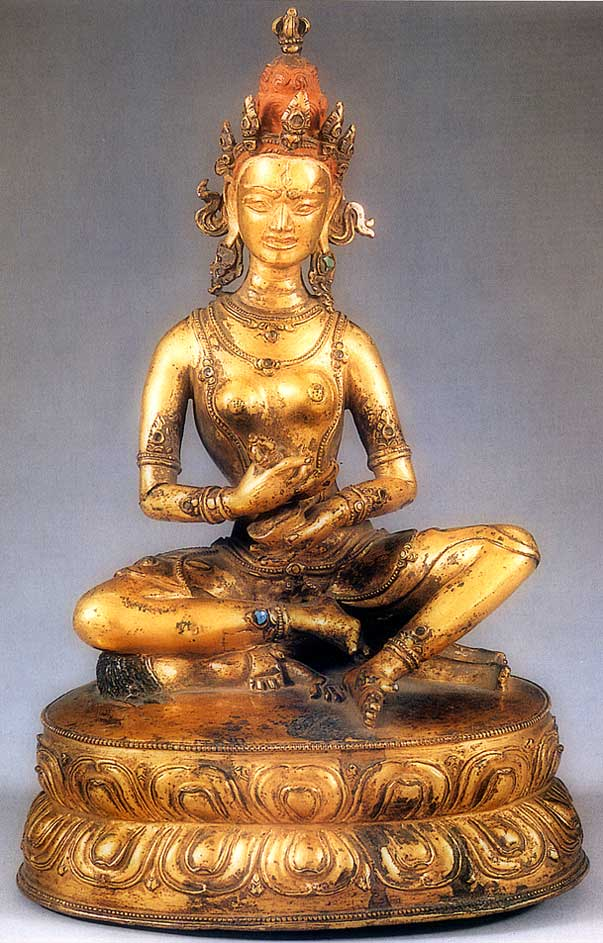
Nairatmya, Tibete central, século XVI. 23.5 cm. Los Angeles County Museum of Art

Nairatmya (em tibetano Dagmena), que significa "Senhora da Vacuidade" ou "Aquela que Realizou o Não-eu", é um Buda feminino. De acordo com os ensinamentos do budismo tibetano, os Budas femininos representam os aspecto da sabedoria iluminda.
Segundo os ensinamentos do Lamdre, Nairatmya teria aparecido numa visão ao iogue Virupa e concedido a ele ensinamentos.

## Hevajra tantra
Ela é a espontaneidade iluminada em forma feminina,
Ela é uma yogini divina [dotada de] suprema bem-aventurança.
Ela é a mansão da sabedoria iluminada,
Possuidora das cinco sabedorias búdicas....
Ela é o puro estado desperto, [permeando o] universo,
A soberana da mandala.
Ela é Nairatmya Yogini,
A essência da realidade ultima.
--- trecho do Hevajra tantra